# Емельянов, Николай Ильич
Николай Ильич Емельянов (1848—1924) — управляющий имением, депутат Государственной думы II созыва от Таврической губернии.

## Биография

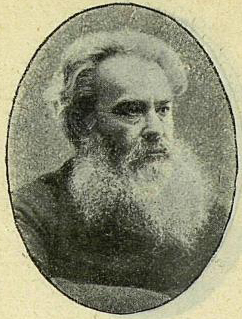
Депутат Второй Думы, 1907 г.

Дворянин. Поступил на медицинский факультет Киевского университета, но курс  не окончил, уйдя с 3-го курса. Посвятил себя сельскому хозяйству. Был врачом-добровольцем на русско-турецкой войне 1877-1878 годов за освобождение Болгарии.
В конце 1870-х годов жил в Симферопольском уезде. В Симферополе был связан с революционными кружками В. Т. Голикова, Е. Сидоренко и других. Дружил с семьей Перовских, в частности с Софьей, и с некоторыми другими народовольцами — М. Н. Тригони,  П. А. Теллаловым и т. д. Оказывал "Народной воле" много важных услуг, не входя в партию. Был управляющим имения Бурлюк на р. Альме в Симферопольском уезде, принадлежавшем С. К. Беловодской.  В имении, где Емельянов был управляющим,  прятался Ф. Юрковский после покушения на Херсонское казначейство. В течение долгого времени оказывал революционное влияние на крымскую молодежь. Испытал многочисленные политические преследования: обыски, домашний арест, воспрещение выезда из имения.
На народном митинге в Севастополе 19 октября 1905 года избран в числе 40 лиц членом Совета народных депутатов этого города.
7 февраля 1907 года избран в Государственную думу II созыва от общего состава выборщиков Таврического губернского избирательного собрания. В Думе вошёл в состав группы Социалистов-революционеров и был избран в её временный комитет совместно с В. В. Евреиновым и Ф. И. Ржехиным. Состоял в думской Продовольственной комиссии.
В 1917 вошел в комитет городской севастопольской организации эсеров,  был членом севастопольской городской управы в демократической ("эсерской") думе и заведовал отделом народного образования. После прихода большевиков к власти в Крыму продолжал служить по линии народного образования в городе Севастополь. В 1921 или 1922 получил звание героя труда. Умер в севастопольской больнице в конце лета 1924.

### Рекомендуемые источники
- Новый энциклопедический словарь, т. 14, стр. XXI.
- Сборник "Лейтенант П. П. Шмидт. Письма, воспоминания, документы". М., 1922, стр. 223.
- Лепешинский П., На повороте. П., 1922, стр. 13.
- Дзвонкевич-Вагнер С., Зотов Н. Л. (Отрывки из воспоминаний). Сб. "Якутская трагедия 22 марта 1889 г.", М., 1925, стр. 106.
- Перовский В., Мои воспоминания. "Каторга и Ссылка" 1925, IV (17), 73.
- Лебедев М., Революционное движение среди черноморских моряков в 1905 году. "Каторга и Ссылка" 1925, V (18), 13.
- Сидоренко Е., Гимназические и студенческие годы 1878—1881. "Кандальный Звон" 1926, IV, 74.
- Левицкий В., Октябрьские дни 1905 года в Севастополе, "Былое" 1925, IV (32), 98.

### Архивы
- Российский государственный исторический архив. Фонд 1278. Опись 1 (2-й созыв). Дело 145; Дело 553. Лист 8, 9.